# Phenacoccus eriogoni
Phenacoccus eriogoni är en insektsart som beskrevs av Ferris 1918. Phenacoccus eriogoni ingår i släktet Phenacoccus och familjen ullsköldlöss. Inga underarter finns listade i Catalogue of Life.